# František Kavka
František Kavka (n. 21 noiembrie 1920, Praga, Cehoslovacia – d. 20 octombrie 2005, Praga, Cehia) a fost un istoric ceh. El s-a ocupat cu cercetarea istoriei Cehiei din perioada medievală și îndeosebi cu epoca domniei monarhilor din Casa de Luxemburg (1308–1437).
A predat, începând din 1953, istoria medievală la Facultatea de Filosofie⁠(d) a Universității Caroline din Praga și a fost numit director al Institutului de Istorie al Universității Caroline⁠(d) în anul 1959. S-a făcut cunoscut prin publicarea unor lucrări monografice despre husiți, familia nobiliară Rožmberk⁠(d) și istoria Universității Caroline, precum și a mai multor lucrări de diverse genuri despre personalitatea împăratului Carol al IV-lea (1316–1378).
Atitudinea sa de susținere a Primăverii de la Praga i-a cauzat ulterior neplăceri, iar prof. Kavka a fost demis în septembrie 1970 de la conducerea Institutului de Istorie și destituit în decembrie 1970 din postul deținut la Universitate, fiind astfel nevoit să lucreze pentru a-și câștiga mijloacele de existență ca șef de depozit (sau, după altă sursă, paznic de cimitir) la Muzeul Evreiesc din Praga⁠(d). A primit o interdicție de publicare pe termen nelimitat, care i-a fost ridicată abia în urma Revoluției de Catifea. A făcut cercetări private în acești douăzeci de ani cu privire la viața și epoca împăratului Carol al IV-lea și a scris mai multe studii și cărți, care au fost publicate după căderea regimului comunist.
Profesorul Kavka a fost reinstalat ca profesor⁠(d) de istorie veche la Facultatea de Filosofie la începutul anului 1990 și a mai predat acolo până în anul 1992. A publicat în anii 1990 mai multe studii ample dedicate în principal epocii monarhilor din Casa de Luxemburg, pe care o cercetase în perioada în care nu i s-a permis să publice, și a participat, împreună cu Josef Petrán⁠(d), în calitate de redactor principal la elaborarea unui opus în patru volume despre istoria Universității Caroline, care a fost finalizat în anul 1998, când universitatea sărbătorea jubileul de 650 de ani.

## Biografie

### Formarea profesională
S-a născut la 21 noiembrie 1920 în orașul Praga din noul stat Cehoslovacia, în familia unui ofițer al Armatei Cehoslovace. A absolvit studiile secundare în anul 1939 la Gimnaziul Real Masaryk de pe strada Křemencova, în cursul cărora a devenit pasionat de cultura Romei Antice și a acumulat cunoștințe excelente de latină, germană și franceză. S-a înscris în toamna anului 1939 pentru a urma studii de istorie și limba latină la Facultatea de Filosofie⁠(d) a Universității Caroline din Praga (FFUK), dar, după câteva săptămâni, toate universitățile cehe au fost închise de către ocupanții germani și nu s-au mai putut efectua studii universitare până la sfârșitul războiului. Dornic să-și continue educația, František Kavka a absolvit studii de limba greacă în anul 1940, promovând un examen suplimentar de bacalaureat la Gimnaziul Academic de pe strada Na příkopě.
Neputând să urmeze studiile universitare, Kavka a urmat în perioada 1940–1941 cursurile Academiei de Studii Comerciale de pe strada Resslova, pe care le-a absolvit în anul 1941, dobândind, potrivit propriei mărturisiri, o gamă vastă de cunoștințe care i-au folosit ulterior în cariera sa profesională de istoric. În urma absolvirii acestor cursuri, a devenit funcționar la Banca Municipală de Economii din Praga, iar în februarie 1943 a fost nevoit să se angajeze ca muncitor cu normă întreagă la fabrica de avioane Walter din Jinonice și apoi la gara din localitatea Chrlice (astăzi district sudic al orașului Brno).
Kavka și-a reluat studiile universitare la Facultatea de Filosofie, după redeschiderea universităților, și a urmat, de această dată, cursuri de istorie și limba cehă. A finalizat studiile universitare în anul 1947 și a obținut la scurtă vreme, în cursul aceluiași an, titlul academic de doctor cu o teză intitulată Strana Zikmundova v husitské revoluci („Tabăra lui Sigismund în timpul Revoluției Husite”), care se concentra asupra perioadei domniei monarhilor din Casa de Luxemburg în țările cehe⁠(d). Teza sa de doctorat evidenția, potrivit profesorului Petr Čornej, „atuurile incontestabile ale autorului, care, pe lângă capacitatea de a alege o temă de susținere a cercetării, includea simțul juridic, cunoașterea problemelor confesionale, formularea precisă și atenția la detalii”.
În timpul studiilor, Kavka a ales o orientare social-politică apropiată epocii: s-a înscris în Partidul Social-Democrat Ceh în anul 1946 și apoi, după fuziunea acestui partid cu Partidul Comunist din Cehoslovacia în 1948, a devenit membru al Partidului Comunist. Kavka s-a căsătorit la începutul anului 1949 cu colega sa de facultate Marie Vondrušková (1921–2000), viitoare profesoară universitară de limba română la Facultatea de Filosofie⁠(d) a Universității Caroline din Praga.

### Cariera academică
După absolvirea studiilor universitare, a lucrat ca profesor de istorie la liceele din Chotěboř și Pardubice până în anul 1950, când a devenit asistent universitar la nou-înființată Școală Superioară de Științe Politice și Economice din Praga. După desființarea acesteia, František Kavka a promovat examenul de abilitare în anul 1953 cu teza Husitská revoluční tradice („Tradiția revoluționară husită”) și a fost cooptat pe post de conferențiar (docent) la Catedra de Istorie a Facultății de Istorie și Filosofie a Universității Caroline⁠(d) (devenită Facultatea de Filosofie în anul 1959) și a devenit un specialist în istoria husitismului. A scris mai multe cursuri universitare și, în același timp, s-a dedicat pregătirii de monografii despre husiți, familia nobiliară Rožmberk⁠(d), Universitatea din Praga și, începând din anii 1960, despre personalitatea împăratului Carol al IV-lea (1316–1378). S-a implicat încă de la început în activitățile administrative în calitate de prodecan pentru forme extraordinare de studiu (studii la distanță și externe) în perioada 1953–1958 și apoi, pentru o scurtă perioadă de timp, de decan al Facultății de Filosofie și Istorie în anul universitar 1958–1959, ca înlocuitor al profesorului Mirko Očadlík. În anul 1957 a obținut titlul de candidat în științe istorice.
František Kavka a fost apropiat de România datorită în principal soției sale, Marie, profesoară universitară și șefa secției de limba română de la Universitatea Carolină. A călătorit acolo de mai multe ori și a ținut în 15 octombrie 1954, în fața unui public numeros, o conferință cu tema „Mișcarea revoluționară husită și importanța ei internațională” la Institutul de Istorie al Academiei R.P.R. Acea conferință a fost publicată, în traducerea prof. Pandele Olteanu, în numărul 3 din mai–iunie 1955 al revistei de istorie Studii. Ca urmare a detașării soției sale ca atașat cultural la Ambasada Cehoslovaciei de la București în anul 1955, profesorul Kavka a efectuat în anii 1955–1956 o călătorie de studii de șase luni în România, pentru care s-a pregătit cu atenție, studiind limba română și învățând elementele de bază ale limbii maghiare ca să poată citi materialul arhivistic referitor la comerțul cu produse textile ale ținuturilor cehe cu Țărilor Române în Evul Mediu. În cursul acestei călătorii a cercetat, cu sprijinul Ministerului de Externe al R.P.R. și Direcției Generale a Arhivelor Statului, sute de pergamente și hrisoave vechi din arhivele românești din orașele București, Cluj, Brașov și Sibiu și cărți din fondul Bibliotecii Academiei R.P.R. din București; rezultatul acestor cercetări a fost studiul „Din istoria relațiilor comerciale romîno-cehoslovace în evul mediu (Produse textile cehe pe piețele romînești)”, care a apărut, tradus din cehă de Traian Ionescu-Nișcov, în nr. 4 al revistei de istorie Studii, publicate de Institutul de Istorie al Academiei R.P.R. în anul 1957. František Kavka a călătorit din nou în România în septembrie 1957, ca membru al unei delegații a Societății cehoslovace pentru răspândirea cunoștințelor politice și științifice, din care mai făceau parte medicul psihiatru Bohuslav Vitík, șef al secției de psihiatrie al Institutului Regional de Sănătate din Liberec, și prof.dr. Josef Horny, decan al Facultății de Inginerie Economică a Institutului Superior Tehnic din Bratislava. Delegații cehoslovaci au efectuat un schimb de experiență cu activiștii Societății pentru răspîndirea științei și culturii din R.P. Romînă și au călătorit, de asemenea, la Constanța, unde au vizitat stațiunile de pe litoralul românesc al Mării Negre și Stațiunea Biologică Marină de la Agigea și au participat la sărbătorirea poetului roman Ovidiu. Interesul profesorului Kavka pentru istoria României l-a făcut să urmărească, începând din acei ani, cele mai importante studii istorice publicate în România și să scrie recenzii ale acestor lucrări pentru presa de specialitate din Praga.
În anul 1959 profesorul Kavka a fost numit în funcția de director al recent înființatului Institut de Istorie al Universității Caroline⁠(d), care a dobândit în timp o reputație de loc de muncă prestigios. Numirea lui Kavka a provocat o schimbare vizibilă în organizarea activității de cercetare a istoriei acestei vechi universități: a fost înființată revista Historia Universitatis Carolinae Pragensis și a fost stabilit ca principal proiect elaborarea unei monografii istorice în mai multe volume, fiind cooptat în acest sens un grup de douăzeci de colaboratori mai tineri, printre care Jan Havránek, Miroslav Truc, Karel Kučera și František Šmahel. Primul pas spre îndeplinirea programului de cercetare a fost elaborarea lucrării Stručné dějiny University Karlovy („Scurtă istorie a Universității Caroline”), care a apărut în anul 1964 și pentru care Kavka a scris introducerea și primul capitol. În paralel, profesorul Kavka a ocupat funcția de președinte al Societății pentru Răspândirea Cunoștințelor Științifice și Politice (1959–1968), a fost ales membru al Comisiei polono-cehoslovace de Istorie din cadrul Academiei Cehoslovace de Științe⁠(d), la adunarea de constituire de la Cracovia din 1959, și a participat începând din același an la activitățile Comisiei pentru istorie urbană a Comitetului Internațional de Științe Istorice (CISH).
Prestigiul său internațional a crescut la începutul anilor 1960, atunci când profesorul ceh a luat cuvântul ținut prelegeri la Congresele Comitetului Internațional de Științe Istorice de la Stockholm (august 1960) și de la Viena (1965), a participat la simpozionul internațional despre Războiul Țărănesc German de la Wernigerode și la Congresul Arhiviștilor Austrieci de la Linz și a ținut o serie de prelegeri despre istoria orașelor la Bordeaux (noiembrie 1961). Kavka a participat activ în acești ani la numeroase evenimente interne și a îndeplinit funcții de conducere în mai multe organizații științifice: președinte al Societății Cehoslovace de Științe Istorice (Československá historická společnost, 1966–1968) și vicepreședinte al Academiei Socialiste (Socialistická akademie, 1968–1970), care a publicat prestigioasa revistă Dějiny a současnost („Istorie și prezent”).
El a fost promovat în anul 1964 în funcția de profesor titular de istoria veche a Cehoslovaciei și a îndeplinit funcția de șef interimar al Catedrei de Istoria Cehoslovaciei în anul universitar 1969–1970, înaintea începerii perioadei de „normalizare”. František Kavka „vorbea fără hârtie, clar, inteligibil și plin de spirit”, își amintea profesorul Petr Čornej (care i-a fost student în anul 1970), și devenise în acei ani o personalitate a științei epocii sale încât, după cum scria profesoara Lenka Bobková⁠(d), „toți [istoricii – n.n.] considerau că este o onoare să se numere printre studenții săi și chiar și cei cărora nu le-a predat direct și cărora le-a oferit doar lecții valoroase sub formă de consultații sau discuții științifice s-au simțit astfel”.

### Persecuția

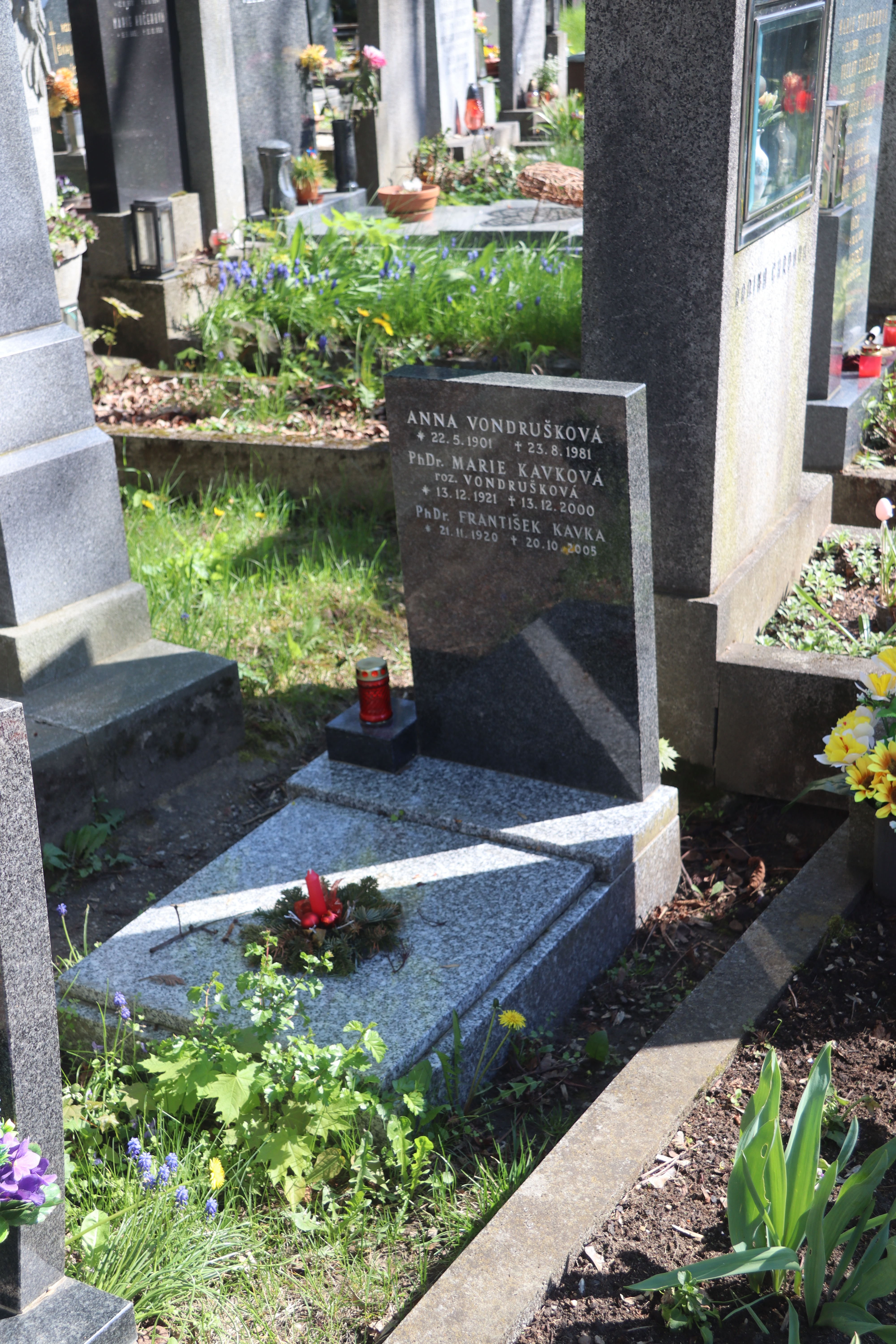
Mormântul profesorului František Kavka și al soției sale, Marie Kavková, în din cartierul al Pragăi

František Kavka și soția sa, profesoara Marie Kavková, au fost patrioți cehoslovaci și susținători ai Primăverii de la Praga. Criticul și istoricul literar Paul Cornea care a vizitat Praga în septembrie 1968, la o lună după invazia armatelor statelor membre ale Tratatului de la Varșovia, care a pus capăt reformelor inițiate de Alexander Dubček, i-a găsit „amari, anxioși, dezamăgiți”. Profesorul Kavka manifesta, potrivit lui Paul Cornea, un „optimism foarte prudent”, ca urmare a readucerii lui Dubček în fruntea partidului, sperând că statu-quo-ul ar putea fi menținut. În opinia sa, readucerea lui Dubček reprezenta un gest de bunăvoință față de Occident al lui Brejnev și, în același timp, un semnal adresat poporului ceh, care îl susținea în majoritatea sa pe liderul comunist reformator. Kavka încerca să identifice soluții pentru depășirea conflictului cu sovieticii și susținea că Dubček ar trebui să facă niște compromisuri atât cu grupul conservator, cât și cu grupul reformator pentru a conserva principalele câștiguri ale „Primăverii de la Praga”.
Invazia sovietică în Cehoslovacia din august 1968 a declanșat însă un val de epurări. Noua conducere a universității, care fusese instalată în perioada de „normalizare”, a criticat activitatea desfășurată de František Kavka în cadrul Societății Cehoslovace de Științe Istorice, Academiei Socialiste și Institutului de Istorie al Universității Caroline. Agenții poliției politice Státní bezpečnost (StB) au pătruns în iulie 1970 în clădirea Institutului de Istorie al Universității Caroline (al cărui director era profesorul Kavka), iar ancheta efectuată acolo a dus la desființarea institutului și la demiterea directorului în septembrie 1970. Profesorul Kavka a fost exclus din Partidul Comunist și destituit din postul deținut la Universitate în decembrie 1970, imediat după împlinirea vârstei de cincizeci de ani, când se afla în plină maturitate științifică și pedagogică. Rămas fără serviciu, el a fost angajat de un fost student al său ca șef de depozit (sau, după altă sursă, paznic de cimitir) la Muzeul Evreiesc din Praga⁠(d), ocupându-se cu administrarea colecțiilor muzeale. A primit o interdicție de publicare pe termen nelimitat, care i-a fost ridicată abia în urma Revoluției de Catifea. În plus, soția sa, profesoara Marie Kavková, a fost pensionată din considerente politice, fără voia ei, în anul 1979. Cei doi soți au fost persecutați timp de aproape două decenii din pricina convingerilor lor politice, care nu erau conforme cu politica oficială a Cehoslovaciei.
František Kavka nu s-a dat bătut în fața greutăților: s-a reorientat profesional, a învățat limba ebraică și, cu toate că trăia în izolare, a continuat să țină legătura cu „lumea istoriei”, oferind sfaturi și consultații celor interesați. Meseria pe care o practica era însă prost plătită, iar un fost coleg cu care s-a întâlnit în tramvai a remarcat că fostul profesor umbla pe stradă în hainele de lucru. Munca grea și umilința la care era supus l-au determinat să se pensioneze în anul 1980, atunci când a împlinit vârsta de 60 de ani. A făcut cercetări private în următorii douăzeci de ani cu privire la viața și epoca împăratului Carol al IV-lea și a lucrat în locuința sa dintr-un complex imobiliar „normalizant”, unde avea o bibliotecă vastă adunată cu grijă în cursul câtorva zeci de ani, scriind mai multe studii și cărți, care nu au putut fi publicate oficial până la căderea regimului comunist și au apărut în regim de samizdat. În acești ani și-a putut satisface, de asemenea, pasiunea sa pentru artele vizuale și muzica de cameră, fiind cunoscut de apropiații săi ca un meloman ce aprecia în mod deosebit compozițiile simfonice ale lui Dmitri Șostakovici și ale altor compozitori moderni.
Au existat însă, cu toate acestea, câteva momente când František Kavka a fost scos pentru scurt timp din starea de izolare în care trăia. În anul 1978, cu ocazia aniversării a 600 de ani de la moartea lui Carol al IV-lea, Kavka a obținut acordul de a trimite profesorului german Ferdinand Seibt un scurt articol cu privire la situația din Boemia, Moravia și Silezia în vremea domniei lui Carol al IV-lea (care a fost publicat în volumul Karl IV. Staatsmann und Mäzen, 1978) și apoi un alt articol despre poziția lui Carol cu privire la Lusația Superioară (care a fost publicat în numărul din 1979/80 al revistei sorabe Lětopis). Alte două studii au apărut, de asemenea, în Cehoslovacia: un studiu referitor la domeniul regal al lui Carol al IV-lea (publicat în 1978 în revista Numismatické listy) și articolul „Karel IV. a Židé” („Carol al IV-lea și evreii”, publicat în Židovská ročenka din 1979/1980). O ușoară relaxare a restricțiilor a avut loc în anii 1980, când trei articole ale lui Kavka au fost publicate în paginile unor reviste istorice: „K sjednocení pražských měst v letech 1368–1377” („Despre unificarea orașului Praga în perioada 1368–1377”, Documenta Pragensia, 1984), „Obležení Plzně roku 1433/34, pražská kompaktáta a Zikmund” („Asediul Plzeňului în 1433/34, Compactata de la Praga și Sigismund”, Minulostí západočeského kraje, 1984) și „Zikmundova politika let 1429–1434 a husitství” („Politica lui Sigismund din anii 1429–1434 și husitismul”, Husitský Tábor, 1985).

### Ultimii ani de viață
La începutul anului 1990, după Revoluția de catifea, Kavka a revenit la Facultatea de Filosofie ca profesor⁠(d) de istorie veche și a mai predat acolo până în anul 1992. A publicat în anii 1990 mai multe studii ample dedicate în principal epocii domniei monarhilor din Casa de Luxemburg (1308–1437), pe care o cercetase în perioada în care nu i s-a permis să publice. Unele studii istorice au apărut, de asemenea, în Germania și Anglia. Împreună cu Josef Petrán⁠(d), Kavka a participat în calitate de redactor principal la elaborarea unui opus în patru volume despre istoria Universității Caroline, care a fost finalizat în anul 1998, când universitatea sărbătorea jubileul de 650 de ani. A rămas văduv în anul 2000, după moartea soției sale, și a suferit o operație grea în ultimele săptămâni de viață.
În prima jumătate a anului 2005 profesoara universitară Lenka Bobková⁠(d) a lucrat intens la elaborarea unui volum omagial intitulat Lesk královského majestátu ve středověku. Pocta Prof. PhDr. Františku Kavkovi, CSc. k nedožitým 85. narozeninám („Splendoarea regalității în Evul Mediu. Omagiu prof. dr. František Kavka, CSc. cu ocazia împlinirii vârstei de 85 de ani”), care era dedicat profesorului Kavka, cu ocazia apropiatei aniversări a vârstei de 85 de ani. František Kavka a murit însă pe 20 octombrie 2005, cu o lună mai devreme înainte de a împlini 85 de ani, și nu a mai apucat să citească volumul omagial. Trupul său a fost incinerat, o săptămână mai târziu, la Crematoriul Strašnice din Praga, în prezența a mai puțin de o sută de prieteni, colegi și foști studenți. Niciun reprezentant oficial al Universității Caroline nu a fost prezent la incinerarea sa.

## Activitatea publicistică

### Domenii tematice principale
Profesorul Kavka este autorul mai multor cursuri universitare și a devenit cunoscut, de asemenea, ca autor al unui manual intitulat Přehled dějin Českosloverska v epose feudalismu (în două volume, 1956–1957) și destinat în principal studenților. A publicat lucrări monografice despre husiți, Rožmberk⁠(d) și istoria Universității Caroline, precum și mai multe lucrări de diverse genuri despre personalitatea împăratului Carol al IV-lea (1316–1378). Cele mai importante scrieri istorice ale lui Kavka sunt Bílá Hora a české dějiny („Bílá Hora și istoria cehă”, 1962), Zlatý věk Růží. Kus české historie 16. století („Epoca de Aur a Trandafirilor. Un fragment din istoria cehă a secolului al XVI-lea”, 1966) și lucrarea în două volume Vláda Karla IV. za jeho císařství (1355–1378) („Administrația lui Carol al IV-lea în timpul domniei sale imperiale (1355–1378)”, 1993), care au reușit să ajungă la un public mai larg.
A manifestat la începuturile carierei sale un interes crescut pentru istoria husitismului și a publicat în anul 1953 o lucrare intitulată Husitská revoluční tradice („Tradiția revoluționară husită”), în care a fost nevoit să facă unele concesii ideologiei marxiste. Profesorul Kavka a recunoscut el însuși conținutul propagandistic al cărții în memoriile sale academice și a afirmat că a scris această lucrare „mai degrabă cu inima decât cu mintea”, fiind însuflețit în acea vreme de idealurile comuniste care propovăduiau speranța într-o lume mai bună, dar care s-au estompat mai târziu. O variantă restrânsă a acestei lucrări a fost publicată ulterior în traducere românească sub titlul „Mișcarea revoluționară husită și importanța ei internațională” în nr. 3/1955 al revistei de istorie Studii, redactate de Institutul de Istorie al Academiei Republicii Populare Romîne. În concepția istorică marxistă a prof. Kavka, „mișcarea revoluționară husită, considerată ca prima treaptă a revoluțiilor burgheze, trebuie privită ca cea dintîi lovitură dintr-un șir întreg de lovituri care s-au dat feudalismului (războiul țărănesc german, revoluția din Țările de Jos, revoluția burgheză din Franța)” și reprezintă „o contribuție a poporului ceh la străduințele comune pentru progresul întregii omeniri”.
Activitatea de cercetare a profesorului Kavka a fost concentrată pe trei domenii tematice principale: unele aspecte sociale, economice și politice ale dezvoltării societății cehe în secolul al XVI-lea, istoria Universității Caroline și epoca domniei monarhilor din Casa de Luxemburg (1308–1437), în special Carol al IV-lea (1346–1378) și Sigismund de Luxemburg (1419–1437). Kavka a tratat unele aspecte ale istoriei moderne timpurii în cărțile Zlatý věk Růží. Kus české historie 16. století („Epoca de Aur a Trandafirilor. Un fragment din istoria cehă a secolului al XVI-lea”, 1966) și Bílá Hora a české dějiny („Muntele Alb și istoria cehă, 1962”), precum și în unele studii precum „Českých Budějovicích s dobově poplatným názvem Třídní struktura Českých Budějovic v 1. polovině 16. století” („Structura de clasă a orașului České Budějovice în prima jumătate a secolului al XVI-lea”, în Sborník historický, nr. 4, 1956) și „K otázce vzniku mnohonárodnostní habsburské monarchie roku 1526” („Cu privire la problema înființării monarhiei habsburgice multinaționale în 1526”, ČSČH 2, 1957), care prezintă situația socio-economică a Boemiei în cursul secolului al XVI-lea prin prelucrarea unor date statistice extrase din surse urbane, analizează motivele schimbărilor politice din Europa Centrală și încearcă să identifice cauzele înfrângerii Regatului Boemiei în Bătălia de la Muntele Alb (1620). Mai târziu, el a combinat interesul său mai vechi pentru husiți cu situația societății cehe din secolul al XVI-lea și restaurarea Arhiepiscopiei de Praga în lucrarea Husitský epilog na koncilu tridentském a původní koncepce habsburské rekatolizace Čech. Počátky obnoveného pražského arcibiskupství 1561–1580 („Epilogul husit la Conciliul de la Trent și ideea originală a recatolicizării Boemiei de către Habsburgi. Începuturile arhiepiscopiei restaurate de la Praga 1561–1580”, 1969), pe care a scris-o împreună cu studenta sa favorită, Anna Skýbová⁠(d).
Cercetările efectuate în perioada cât a fost director la Institutul de Istorie al Universității Caroline au fost concretizate în lucrarea Stručné dějiny University Karlovy („Scurtă istorie a Universității Caroline”, 1964), elaborată pe parcursul câtorva ani, și în noua revistă universitară Historia Universitatis Carolinae Pragensis, pe care Kavka a editat-o în perioada 1960–1970. Profitând de experiența sa bogată, pe care o acumulase în anii de profesorat, el a scris, de asemenea, în cursul anilor 1960 un compendiu de Istorie medievală a Cehoslovaciei, care a fost publicat în mai multe limbi, precum și două lucrări academice de mare succes: cursul de istorie națională în două volume Dějiny Česko-Slovenska („Istoria Cehoslovaciei”, 1964–1965) și manualul Příručka k dějinám Československa do roku 1648 („Un ghid al istoriei Cehoslovaciei până în 1648”, 1963), folosit de studenți inclusiv la începutul secolului al XXI-lea.

### Studiile dedicate lui Carol al IV-lea
Marea popularitate a studiului „Karlu IV. a jeho době” („Carol al IV-lea și epoca sa”), pe care l-a publicat în anul 1963 în paginile revistei Dějiny a současnost („Istorie și prezent”), a determinat o deplasare a interesului său către epoca domniei împăratului Carol al IV-lea. Kavka a început să se gândească tot mai serios în acei ani să continue istoria epocii lui Carol al IV-lea, pe care profesorul Josef Šusta (1874–1945) o dusese până în 1355. Acest plan a fost abandonat însă pentru o vreme ca urmare a evenimentelor istorice din anii 1968 și 1969 și apoi a destituirii profesorului în perioada de „normalizare”.
În anii 1990 a publicat mai multe studii dedicate epocii domniei monarhilor din Casa de Luxemburg (1308–1437). Aceste lucrări au fost precedate de studiul „Am Hofe Karl IV.”, publicat în 1989 în limba germană la Leipzig, și republicat în limba cehă în anul 1993 într-o variantă prescurtată intitulată „Na dvoře Karla IV.” („La curtea lui Carol al IV-lea”). Lucrarea cea mai extinsă și cea mai importantă este sinteza în două volume Vláda Karla IV. za jeho císařství (1355–1378) („Administrația lui Carol al IV-lea în timpul domniei sale imperiale (1355–1378)”, 1993), care continuă proiectul neterminat al lui Josef Šusta din anul 1355 până la moartea împăratului în anul 1378 și prezintă politica urmată de marele monarh. Spre deosebire însă de imaginea creată împăratului de istoricii predecesori (un erou medieval – Josef Šusta, un monarh boemocentric – Jiří Spěváček sau un om de stat educat și cu simțul datoriei – Ferdinand Seibt și Zdeněk Kalista), Kavka îl prezintă într-o lumină sobră ca un om politic rece și calculat, cu un caracter machiavelic, interesat doar de propriile sale beneficii. Climatul social și cultural de la curtea lui Carol al IV-lea și gândirea împăratului au fost surprinse de František Kavka în cărțile mai populare Život na dvoře Karla IV. („Viața la curtea lui Carol al IV-lea”, 1993) și Karel IV. Historie života velkého vladaře („Carol al IV-lea. Istoria vieții unui mare conducător”, 1998).
Kavka nu s-a oprit însă aici, ci a mai publicat monografia Poslední Lucemburk na českém trůně. Králem uprostřed revoluce („Ultimul reprezentant al Casei de Luxemburg pe tronul Cehiei. Un rege în mijlocul revoluției”, 1998) dedicată dezvoltării statului ceh în timpul domniei lui Sigismund de Luxemburg și politicii regelui față de mișcarea husită, cărțile populare 5.4.1355 – korunovace Karla IV. císařem Svaté říše římské („5/04/1355 – încoronarea lui Carol al IV-lea ca împărat al Sfântului Imperiu Roman”, 2002) și Čtyři ženy Karla IV. Královské sňatky („Cele patru soții ale lui Carol al IV-lea. Nunțile regale”, 2003), destinate unui public mai larg, și câteva studii care au urmărit să contribuie la o înțelegere mai bună a sistemului monarhic de guvernare al regilor din Casa de Luxemburg. Cartea cu caracter eseistico-memorialistic Ohlédnutí za padesáti lety ve službě českému dějepisectví („Privire retrospectivă asupra a peste cincizeci de ani în slujba istoriografiei cehe”, 2002) conține o reflecție obiectivă și sobră cu privire la viața sa și prezintă opiniile sale cu privire la mediul social-istoric în care a trăit. „Toate lucrările lui Kavka dezvăluie bagajul cultural larg al autorului, ele sunt însoțite de bogăție lingvistică, rafinament stilistic și lizibilitate”, susținea profesoara Lenka Bobková⁠(d).

### Relațiile comerciale româno-cehoslovace
František Kavka a publicat în anul 1957 un studiu științific cu privire la relațiile comerciale româno-cehoslovace în Evul Mediu, elaborat în urma cercetării timp de câteva luni a sute de pergamente și hrisoave vechi din arhivele Pragăi și din arhivele mai multor orașe românești (București, Cluj, Brașov și Sibiu), precum și a fondului de carte a Bibliotecii Academiei R.P.R. din București. Un fragment al acestui studiu, intitulat „Din istoria relațiilor comerciale romîno-cehoslovace în evul mediu (Produse textile cehe pe piețele romînești)”, a fost publicat, în traducerea românească realizată de Tr. Ionescu-Nișcov, în nr. 4/1957 al revistei de istorie Studii, redactate de Institutul de Istorie al Academiei Republicii Populare Romîne. Lucrarea întreagă, care a avut la bază o bogată literatură istorică română, maghiară, germană și cehoslovacă, a fost publicată în același an sub titlul „Český a slovenský obchod s textilními výrobky v rumunských zemích (do poloviny 17. století)” („Comerțul ceh și slovac cu produse textile în Țările Române până la jumătatea sec. al XVII-lea”), în vol. V al anuarului Sborník historický („Culegere istorică”), redactat de Academia Cehoslovacă de Științe⁠(d) (ČSAV) din Praga.
Studiul prof. Kavka a evidențiat că relațiile economice dintre țările cehe și țările române au fost destul de intense în perioada cuprinsă între secolul al XV-lea și prima jumătate a secolului al XVII-lea: astfel, care cu postavuri, pălării, cuțite și diverse unelte plecau periodic din Boemia către țările române și se întorceau încărcate cu miere, ceară, piei și grâne, fiind însoțite uneori de cirezi de vite. Documentele româno-slave menționează importul de postav ceh (originar probabil din Silezia), prin Brașov și Sibiu, în Țara Românească încă de la începutul secolului al XV-lea, iar Kavka presupune, pe baza analizei registrelor vamale și Brașov și Sibiu, că acest import a continuat pe tot parcursul secolului al XV-lea și chiar în secolul al XVI-lea. Postavul luzacian din Zhořelec deținea primul loc în importul de postav din Țara Românească în anul 1500, fiind concurat de postavul de Jihlava (Moravia) și de postavul de Wrocław (Silezia), care erau însă mai scumpe; în aceeași perioadă erau importate, de asemenea, pălării slovace din Bratislava. Postavul ceh era importat, de asemenea, în Moldova, prin târgurile Brașov și Liov. Datele cu privire la importul produselor textile cehoslovace în Transilvania sunt mai numeroase, iar analiza registrelor vamale tricesimale ale Clujului din anii 1599–1636 evidențiază importul pe parcursul a 17 ani a circa 750.000 de pălării (de la Jihlava, Prešov, Bratislava, Wrocław, Trnava, Košice etc.), a 240.000 de metri de postav cehoslovac din orașele Jihlava și Wrocław, urmate de cantități mai mici din Opava și Kladsko, precum și a unor cantități mai reduse de pânză cehoslovacă din Wrocław și Opava. Sunt abordate, de asemenea, în acest studiu drumurile comerciale dintre Țările Române și țările cehoslovace, prețurile, unitățile de măsură folosite în acea vreme și rolul Vienei și orașelor poloneze și galițiene în intermedierea exporturilor cehoslovace. Concluzia prof. Kavka este că Transilvania, Moldova și Țara Românească au constituit în secolele XVI-XVII principala piață de export a produselor textile cehoslovace.
Potrivit cercetătorului român Mihail P. Dan, studiul prof. Kavka constituie, în ciuda unor lipsuri cauzate de documentarea insuficientă, „un temeinic studiu de istorie economică, de o mare utilitate pentru toți cei ce studiază relațiile comerciale ale țărilor romîne cu Europa Centrală în evul mediu” și o lucrare „de mai mare utilitate pentru urmărirea legăturilor comerciale dintre Polonia și Transilvania, în parte dintre Silezia – țară a coroanei cele – și Cluj prin intermediul Poloniei”. Istoricul clujean Samuil Goldenberg a susținut într-un studiu publicat în 1979 că analiza prof. Kavka este incompletă ca urmare a omiterii datelor din registrele vamale ale anilor 1632 și 1637 și a includerii în anul 1630 la rubrica „postavuri și pălării” a unor mărfuri cu sortiment nespecificat.

## Lucrări (selecție)
- Husitská revoluční tradice („Tradiția revoluționară husită”), SPNL, Praga, 1953.
- Přehled československých dějin do předhusitské doby („Privire de ansamblu asupra istoriei cehoslovace până în epoca prehusită”), Rudé právo, Praga, 1955.
- Přehled dějin Českosloverska v epose feudalismu („Privire de ansamblu asupra istoriei Cehoslovaciei în epoca feudalismului”), Státní pedagogické nakladatelství (SPN), Praga, 1956.
- Přehled dějin Českosloverska v epose feudalismu: Doba národního obrození 1781–1848 („Privire de ansamblu asupra istoriei Cehoslovaciei în epoca feudalismului: Epoca renașterii naționale 1781–1848”), Státní pedagogické nakladatelství (SPN), Praga, 1957.
- Bílá Hora a české dějiny („Bílá Hora și istoria cehă”), SNPL, Praga, 1962.
- Příručka k dějinám Československa do roku 1648 („Un ghid al istoriei Cehoslovaciei până în 1648”), SPN, Praga, 1963.
- Die Tschechoslowakei. Abriss ihrer Geschichte („Cehoslovacia. O schiță a istoriei ei”), Orbis, Praga, 1963.
- Stručné dějiny University Karlovy („Scurtă istorie a Universității Caroline”), SPN, Praga, 1964 – împreună cu Miroslav Truc și Karel Kučera
- Dějiny Česko-Slovenska do roku 1437 („Istoria Cehoslovaciei până în 1437”), SPN – Rudé právo, Brno – Praga, 1964 (ed. a II-a, 1970)
- Dějiny Československa od roku 1437 do roku 1781 („Istoria Cehoslovaciei din 1437 până în 1781”), SPN, Praga, 1965 – împreună cu Josef Válka⁠(d)
- Zlatý věk Růží. Kus české historie 16. století („Epoca de Aur a Trandafirilor. Un fragment din istoria cehă a secolului al XVI-lea”), Nakladatelství České Budějovice, České Budějovice, 1966 (ed. a II-a, 1993).
- Husitský epilog na koncilu tridentském a původní koncepce habsburské rekatolizace Čech. Počátky obnoveného pražského arcibiskupství 1561–1580 („Epilogul husit la Conciliul de la Trent și ideea originală a recatolicizării Boemiei de către Habsburgi. Începuturile arhiepiscopiei restaurate de la Praga 1561–1580”), Universita Karlova, Praga, 1969 – împreună cu Anna Skýbová⁠(d)
- České umění gotické. 1357–1420 („Arta gotică cehă. 1357–1420”), Academia, Praga, 1970 – împreună cu un colectiv
- Vláda Karla IV. za jeho císařství (1355–1378). Země České koruny, rodová, říšská a evropská politika („Administrația lui Carol al IV-lea în timpul domniei sale imperiale (1355–1378). Pământurile Coroanei Cehe, politica ancestrală imperială și europeană”), 2 volume, Karolinum, Praga, 1993.
- Život na dvoře Karla IV. („Viața la curtea lui Carol al IV-lea”), Apeiron, Praga, 1993.
- Karel IV. Historie života velkého vladaře („Carol al IV-lea. Istoria vieții unui mare conducător”), Mladá fronta, Praga, 1998.
- Poslední Lucemburk na českém trůně. Králem uprostřed revoluce („Ultimul reprezentant al Casei de Luxemburg pe tronul Cehiei. Un rege în mijlocul revoluției”), Mladá fronta, Praga, 1998.
- Ohlédnutí za padesáti lety ve službě českému dějepisectví („Privire retrospectivă asupra a peste cincizeci de ani în slujba istoriografiei cehe”), Karolinum, Praga, 2002.
- 5.4.1355 – korunovace Karla IV. císařem Svaté říše římské („5/04/1355 – încoronarea lui Carol al IV-lea ca împărat al Sfântului Imperiu Roman”), Havran, Praga, 2002.
- Čtyři ženy Karla IV. Královské sňatky („Cele patru soții ale lui Carol al IV-lea. Nunțile regale”), Paseka, Praga/Litomyšl, 2002.
- Dvanáct římských i českých královen korunovaných v Cáchách („Douăsprezece regine romane și boeme încoronate la Aachen”), Libri Aquenses, Praga, 2004 – împreună cu Věra Blažková⁠(d) și Hans Altmann⁠(d)

### Studii
- „Z práce rumunských historiků” („Din activitatea istoricilor români”), în Československý časopis historický⁠(d), Praga, anul III, nr. 2, 1955, pp. 315–317.
- „Mișcarea revoluționară husită și importanța ei internațională”, tradus din cehă de prof. P. Olteanu, în Academia Republicii Populare Romîne, Institutul de Istorie, Studii. Revistă de istorie, Editura Academiei Republicii Populare Romîne, București, anul VIII, nr. 3, mai–iunie 1955, pp. 84–106;
- „Din istoria relațiilor comerciale romîno-cehoslovace în evul mediu (Produse textile cehe pe piețele romînești)”, tradus din cehă de Tr. Ionescu-Nișcov, în Academia Republicii Populare Romîne, Institutul de Istorie, Studii. Revistă de istorie, Editura Academiei Republicii Populare Romîne, București, anul X, nr. 4, 1957, pp. 105–109;
- „Rumunská historiografie v letech 1955 a 1956” („Istoriografia română în anii 1955 și 1956”), în Československý časopis historický⁠(d), Praga, anul V, nr. 4, 1957, pp. 776–780.
- „Předmnichovské Československo v článcích rumunských historiků” („Cehoslovacia premüncheneză în articolele unor istorici români”), în Československý časopis historický⁠(d), Praga, anul III, nr. 2, 1955, pp. 799–800.
- „Český a slovenský obchod s textilními výrobky v rumunských zemích (do poloviny 17.století)” („Comerțul ceh și slovac cu produse textile în Țările Romîne pînă la jumătatea sec. XVII”), în Sborník historický („Culegere istorică”), vol. V, Academia Cehoslovacă de Științe, Praga, 1957, pp. 113–173;
- „Zikmundova politika let 1429–1434 a husitství” („Politica lui Sigismund din anii 1429–1434 și husitismul”), în Husitský Tábor, nr. 8, 1985, pp. 89–105;
- „Západoevropský lenní institut jako nástroj vnitřní královské politiky za posledních Přemyslovců a za Jana Lucemburského” („Instituția fiefului din Europa de Vest ca instrument al politicii regale interne în timpul domniei ultimilor Přemyslizi și al lui Ioan de Luxemburg”), în Český časopis historický, Historický ústav ČSAV, Praga, anul LXXXVIII, nr. 3, 1990, pp. 225–251;
- „Účel a poslání hradu Karlštejna ve svědectví písemných pramenů doby Karlovy” („Scopul și misiunea Castelului Karlštejn, potrivit mărturiei izvoarelor scrise din vremea lui Carol”), în Jiří Fajt (ed.), Magister Theodoricus. Dvorní malíř císaře Karla IV. Umělecká výzdoba posvátných prostor hradu Karlštejna, Národní galerie, Praga, 1997, pp. 15–32.